# 托拉尔夫·哈根
托拉尔夫·哈根（挪威語：Thoralf Hagen，1887年9月22日—1979年1月7日），生于奥斯陆，挪威男子赛艇运动员。他曾代表挪威参加1920年夏季奥林匹克运动会赛艇比赛，获得二枚铜牌。